# محمدرضا غلامرضا
محمدرضا غلامرضا نظامی و سیاستمدار اهل ایران است. او در دولت سیزدهم بیش از یکسال معاون سیاسی وزیر کشور و همچنین رئیس ستاد انتخابات کشور بود.
غلامرضا از تیر ۱۴۰۱ تا ۲۲ مرداد ۱۴۰۲ معاون سیاسی وزیر کشور و جایگزین محمدباقر خرمشاد بود.در اردیبهشت ۱۴۰۲ نیز، احمد وحیدی او را به عنوان رئیس ستاد انتخابات کشور برای برگزاری انتخابات دوازدهمین دوره مجلس شورای اسلامی و ششمین دوره مجلس خبرگان رهبری منصوب کرده‌بود. پیش از این، رئیس اداره اطلاعات استان تهران، معاونت سابق قاسم سلیمانی در نیروی قدس و معاون وزارت اطلاعات بود. در دورانی که احمد وحیدی در دولت محمود احمدی‌نژاد مسئولیت وزارت دفاع را برعهده داشت، غلامرضا مدتی رابط نیروی قدس باوزارت دفاع بود.
میدل ایست آی هم انتصاب غلامرضا را در راستای نظامی‌تر شدن دولت رئیسی ارزیابی کرده است.